# 8330 Fitzroy
A 8330 Fitzroy (ideiglenes jelöléssel 1982 FX3) a Naprendszer kisbolygóövében található aszteroida. Henri Debehogne fedezte fel 1982. március 28-án.